# Намітка
Намі́тка — вид традиційного головного убору одружених українок для виходу в люди у вигляді полотняного або тонкого прозорого видовженого відрізу тканини, довжиною до 5 м, шириною близько 50 см, який зав'язували навколо голови поверх очіпка або кибалки. Виготовлялася переважно з льону, рідше — з бавовни, конопель або шовку. Часто зав'язувалася на пишний бант ззаду. Мала оберегове значення. Інші назви — наме́тка, пере́мітка, нами́тець, серпа́нок, ранту́х, склендя́чка.

## Історія побутування

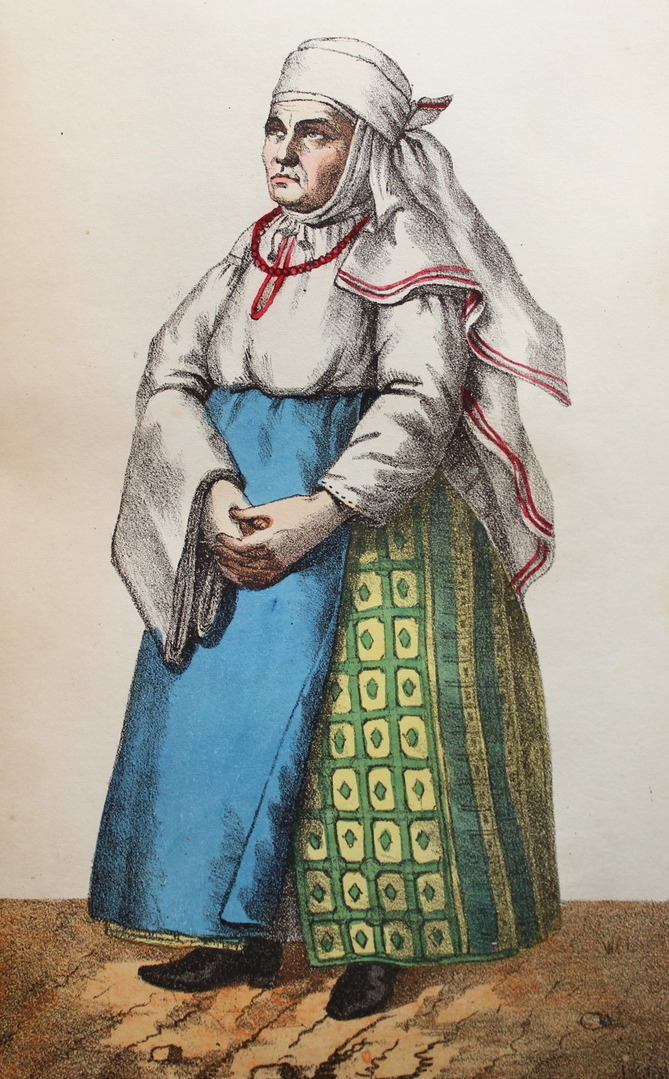
Українська селянка (малюнок 1785-86 рр.)

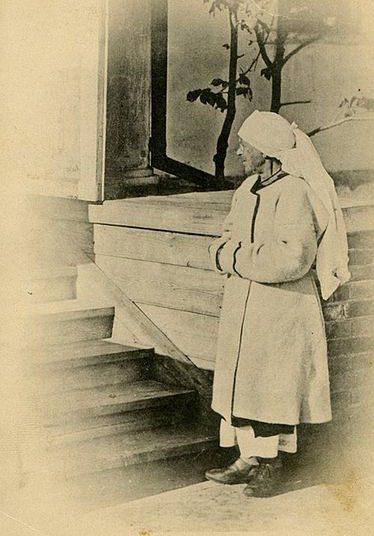
Українка в намітці, поч. ХХ ст.

У княжу добу жінки накривали голову обрусом — прямокутним шматком полотна розміром 2 м на 40-50 см білого або пурпурового кольору з прикрашеними кінцями. Існувало два способи пов'язування обруса: його накидали на голову, залишаючи шию вільною або обмотували навколо шиї під підборіддям. Перший спосіб ношення побутував на Бойківщині ще на поч. XX століття.
В Іпатіївському літописі також згадується подібний головний убір — повойник.
У XVI—XVIII столітті жінки також носили обрус. Але починаючи з XV—XVI столітті на мініатюрах починають з'являтися жінки в намітках. У писемних джерелах термін «намітка» згадується під 1565 роком у Львівській міській книзі, а також у «Актовій книзі житомирського міського уряду XVI ст.». У Лохвицькій ратушній книзі другої половини XVII ст. з'являються терміни «намєтка» і «перемєтка».
Але найпоширенішою назвою цього головного убору на той час була «серпанок». Намітка і серпанок відрізнялися матеріалом. Намітка виготовлялася із звичайного полотна, серпанок — із дуже тонкого.
Намітка була обов'язковим атрибутом одруженої жінки. Якщо удома жінка могла ходити тільки в очіпку, на люди мала обов'язково вдягнути серпанок, інакше її піддавали зневазі. Але, зважаючи на консервативність тогочасного українського суспільства, такі випадки ніколи не траплялися.
У XVIII столітті було налагоджене промислове виробництво серпанків на фабриках.
У XIX столітті намітка була відома по всій території України. У цей час її ткали з найкращих сортів льону у домашніх умовах тонкими, як марля.
У XIX — поч. XX століття на Київщині та Черкащині у спадок від бабусі також отримували прозорі зеленуваті або сизуваті намітки із шовку-сирцю, але виготовляти їх уже не вміли.
На початок XX століття по всій території України, окрім центрів на Рівненщині, уже не ткали тонких лляних наміток. Намітки залишились виключно полотняні.
У кінці XIX — на початку XX століття намітки ще побутували у селянок Полісся, Буковини та Західного Поділля.
На початку XX століття вони майже повністю вийшли з ужитку в Східній Україні. У передвоєнні роки перемітки ще носили в західних областях, а в Карпатах і на Волині вони затрималися й до другої половини XX століття. Ще й тепер там можна зустріти намітки в скринях літніх жінок.
Нині намітки є частинами музейних колекцій, крамом на антикварних ярмарках, одягом фольклорних колективів. Підвищується інтерес до них у сучасних одружених жінок, які хочуть вбиратися традиційно на події в стилі етно. Майстер-класи з давніх способів вив'язування проводять у Музеї Івана Гончара, Національному музеї народного мистецтва Гуцульщини та Покуття, Національному музеї У Львові.

## Регіональні найменування
На Волині намітку називали «плат», на Поліссі — «завивало», на Лемківщині — «рубок», на Буковині — «рушник»; на Волинському Поліссі — «намітець»; на Гуцульщині, сході Закарпаття, заході Буковини, півдні Західного Поділля — «перемітка»; Буковині та Східному Поділлі — «рантух»; на Західному Поліссі — «серпанок», на Чернігівському Поліссі — «зав'язка»; на Східному Поділлі — «нафрама».

## Орнаменти за регіонами

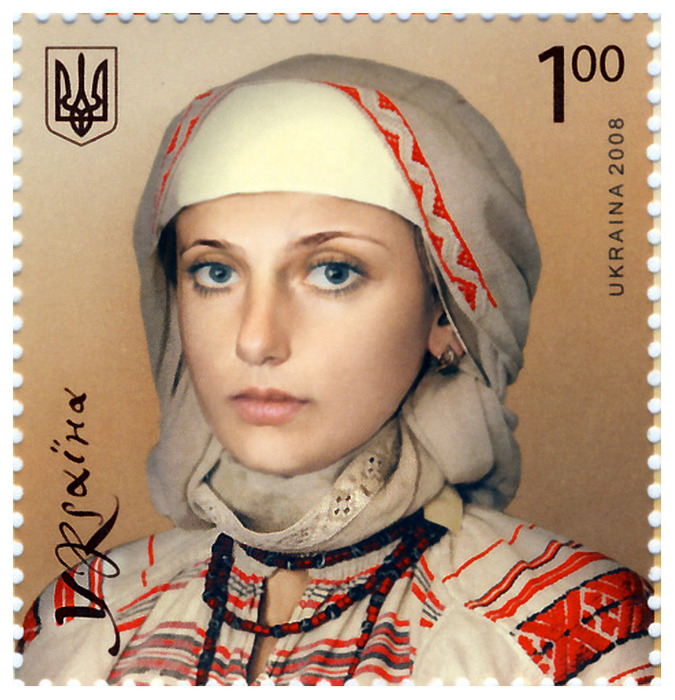
Намітка, Рівненщина

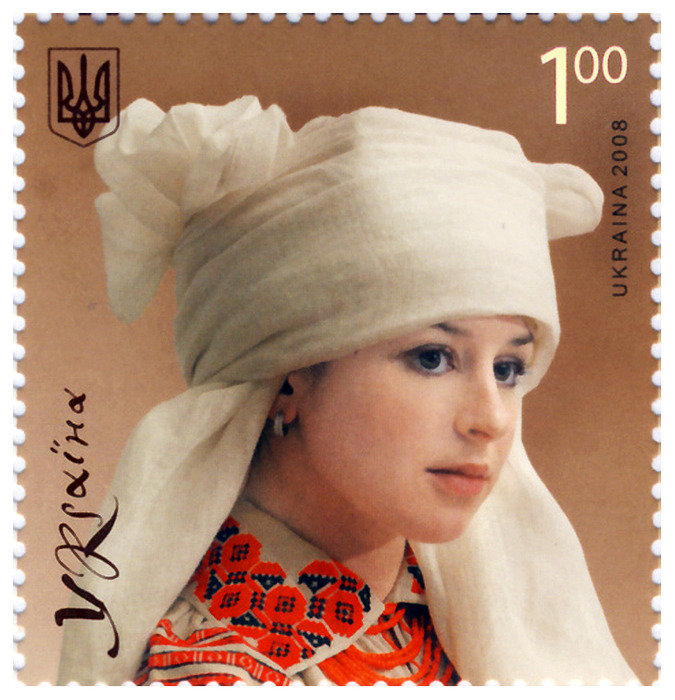
Молодиця з Полісся у намітці

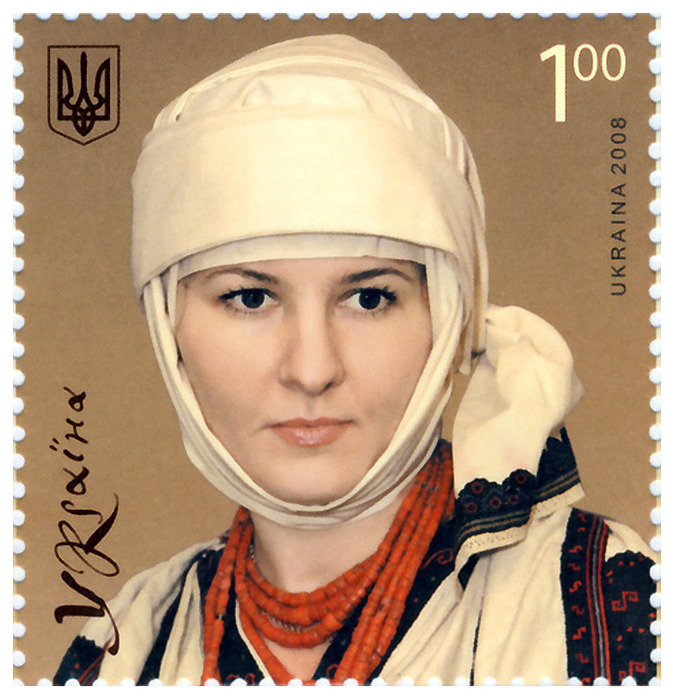
Перемітка, Тернопільщина

На західному Поліссі намітки були переважно полотняні, лише в селі Крупове Дубровицького району Рівненської області виготовляли тонке серпанкове полотно. Орнаментували кінці прямокутними смугами вишивки або ткання, а також часто чоло — вузьку смужку, що при вив'язуванні опинялася над обличчям. Чоло не обов'язково знаходилось посеред намітки, а могло бути розташоване ближче до одного з країв. Це залежало від планованого способу вив'язування. Також, внаслідок того, що при вив'язуванні намітка складалась у декілька разів, частина її поверхні залишалась прихованою, тому поліські жінки мали можливість робити декілька варіантів узорів на кінцях і два різних чола, які опинялися назовні почергово залежно від бажання власниці. Декорування здійснювали перебірним тканням червоною ниткою чи вишивкою заволіканням червоним з вкрапленням чорного (синього) або вирізуванням («риззю») з додаванням прямої гладі і верхоплуту білим (або з додаванням червоного і синього).
Покутські та гуцульські перемітки були полотняні і прикрашені на кінцях перебірним тканням із сухозліткою срібного та золотого кольорів, також мали кутаси.
На Західному Поділлі кінці переміток — «забори» — мали орнаменти, ідентичні з лиця і вивороту. Для цього різні техніки: стебнівку, косу і пряму гладь, двобічний хрестик виконують так, щоб отримати двобічну вишивку. Краї викінчують петельним швом. Поблизу міста Заліщики забори виконують шовковою ниткою чорного кольору, де-не-де додаючи темно-червону. Часто поміж основною вишивкою і покрайницею заборів проводять стрічку ланцюжком металевою (золотою або срібною) ниткою.
У Східному Поділлі побутували світлі намітки з білими рельєфними орнаментами бавовняними, лляними та шовковими нитками на кінцях та чолі. Також зустрічались тут сіруваті, жовтуваті і чорні намітки, а також білі намітки, оздоблені тканням або вишивкою кольоровими нитками і тороками з кольорового бісеру.
У Хмельницькому (і де-коли Вінницькому) Придністров'ї нафрами ткалися в домашніх умовах із фабричних бавовняних ниток і вишивалися металізованими нитками. Техніки вишивки були ідентичними притаманним традиційному рушнику південно-східного Поділля, проте композиція мала лише один ярус орнаменту.
Наприкінці XIX століття на Буковині ткали перемітки, у яких поєднувалися перебірний візерунок зі смугами, витканими човниково-ремізною технікою. Як і на Поділлі узори були білими, рельєфними на світлому тлі і сполучали в собі лляні, бавовняні, шовкові нитки.

## Регіональні особливості вив'язування
Особливості вив'язування залежали від того, якої форми використовувались очіпок та кибалка у визначеному регіоні. Це впливало на спосіб укладання намітки на голові, також методи вив'язування різнилися способом складання намітки та напрямком орієнтування кінців, що звисали.
Способів вбратися в намітку в Україні існувало безліч. Декілька різновидів могло існувати в одному селі. Технологію вив'язування ще пам'ятають старі жінки на Поліссі та у Карпатах, щодо решти регіонів — залишились замальовки етнографів XIX — поч. XX ст., які показують кінцевий зовнішній вигляд, проте не дають остаточної відповіді про спосіб завивання.
При вив'язуванні у західному Поліссі намітку складали по довжині в п'ять разів, обкручували її навколо голови і зав'язували на потилиці вузлом. Вільні кінці спадали вниз по плечах, сягаючи іноді стегон. У північно-західних районах Полісся намітку обвивали довкола дерев'яного обручика-кибалки, закріплювали один кінець, а інший залишали вільно звисати ззаду. Зверху по намітці горизонтально накладали кілька рядів стрічок. Стрічки перейшли на жіночий головний убір наслідуючи дівочий і виконували ту саму оберегову функцію.
У с. Дібрівськ Зарічненського району Рівненщини намітку перед вив'язуванням «ладили» — згортали поздовжні кінці до середини, а потім ще раз вдвоє. Для міцності мастили зверху вареною картоплею. Перед вив'язуванням отриманий згорток розгортали в області вишитого «чола». Розгорнутою частиною намітки накривали голову, залишаючи один кінець (коротший) звисати збоку, а іншим обкручували підборіддя і двічі — голову, а потім протягували його через задню частину полотнища на перед, прилаштовуючи вишитий кінець прямо над чолом. Інший кінець підтикали біля вуха.
У с. Люхча Сарненського району Рівненщини намітку вив'язували складніше, залишаючи ззаду звисати обидва кінці і петлю із частини полотнища.
У с. Озеряни Олевського району Житомирщини намітку складали увосьмеро і перев'язували на відстані третини довжини від правого кінця. Коротший кінець розгортали і клали на голову так, щоб перев'язка опинилась над правим вухом. Нерозгорнутий кінець притримували лівою рукою над вухом, а правою перегинали його, завертали до потилиці і обгортали навколо голови справа наліво. Далі просовували крізь утворену петлю над правим вухом і залишали петлею на спині, закріплюючи кінець над лівим вухом. Старші жінки розгорнутим кінцем обгортали підборіддя і закріплювали його біля правого вуха.
На Покутті намітку зав'язували півколом над чолом, на Гуцульщині (село Яворів) над чолом рясували, зверху білої перемітки пов'язували червону квітчасту хустку, з'єднуючи її кінці у вузлик на маківці. У піст хустку не вив'язували, а вбиралися лише в білу перемітку.
На Бойківщині наміткою-«завійкою» обгортали обличчя, а один чи два кінці опускали на спину або груди. Інколи один кінець намітки опускали на спину у вигляді довгої петлі «циби».
У деяких місцевостях Західного Поділля та Східної Галичини у середині ХІХст. додатково до намітки на плечі кидали синю або червону хустку. Інколи хусткою обв'язували навколо очіпок, обводячи нею і підборіддя. Кінці хустки і кінці намітки опускали по спині і вони сягали майже краю свити.
У буковинській намітці довге полотнище стелилось по спині.
На східному Поділлі намітку зав'язували спереду. Подекуди один вишитий кінець намітки опускали на плече, інший — на груди.
На Чернігівщині носили «склендячку», яка була коротша від намітки і, як правило, не закривала верх голови. Її завжди одягали поверх очіпка і часто прикрашали стеклярусом.
На Лівобережній Черкащині намітку вив'язували поверх рогатого очіпка, повністю закриваючи його. Кінці зав'язували на потилиці вузлом або бантом.
На Правобережній Черкащині намітку в'язали «з вушками» по круглому високому очіпку. Кінці залишали звисати по спині до пояса. Старші жінки один кінець обводили під підборіддям, зав'язуючи обидва ззаду.

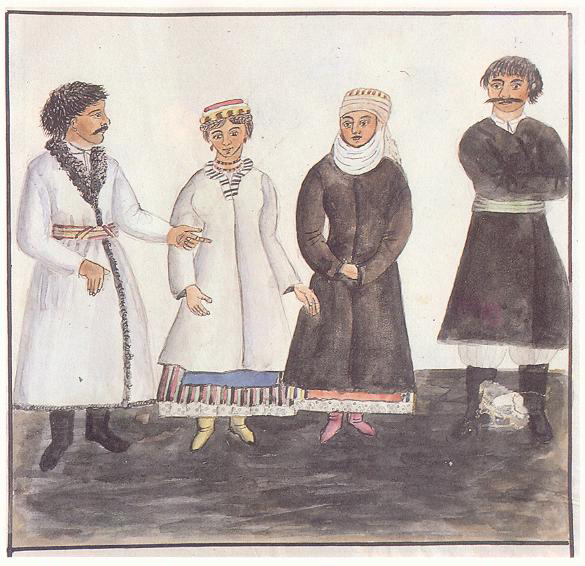
Жінка  в намітці на замальовці Домініка Де ля Фліза, Київщина
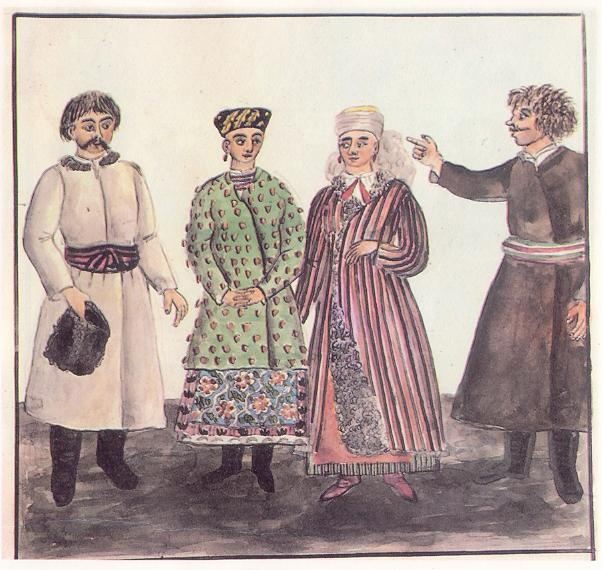
Жінка  в намітці на замальовці Домініка Де ля Фліза, Київщина
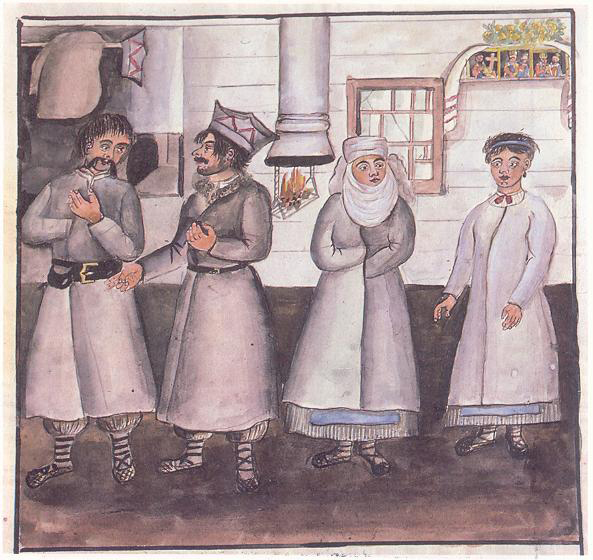
Жінка в намітці на замальовці Домініка Де ля Фліза, Київщина
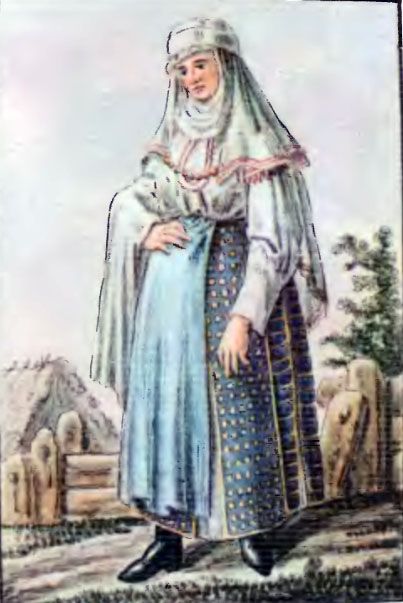
Українська селянка. Акварель Ю. Глоговського
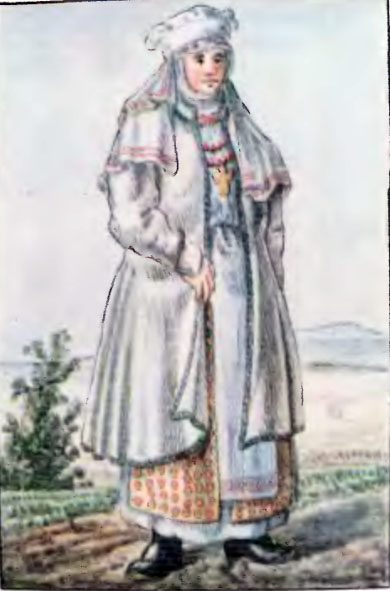
Українська селянка у святковому вбранні. Акварель Ю. Глоговського
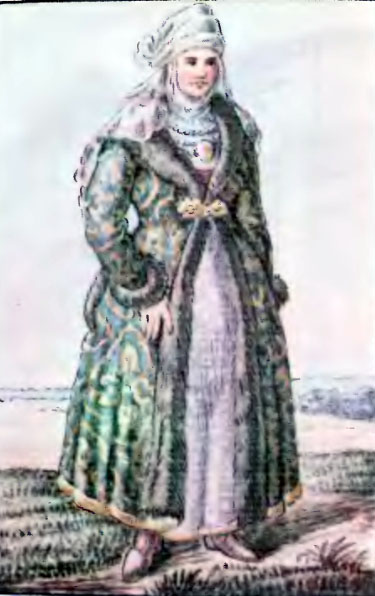
Заможна жінка у давньому одязі. Акварель Ю. Глоговського
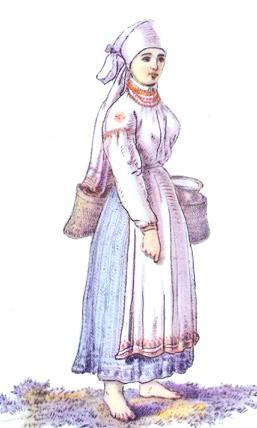
Селянка з Яворівщини. Акварель Ю. Глоговського
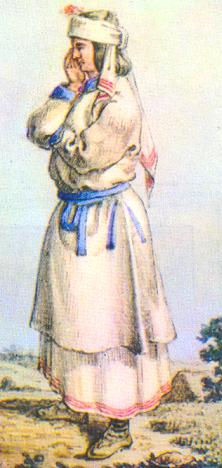
Молодиця з-під Стрия. Акварель Ю. Глоговського
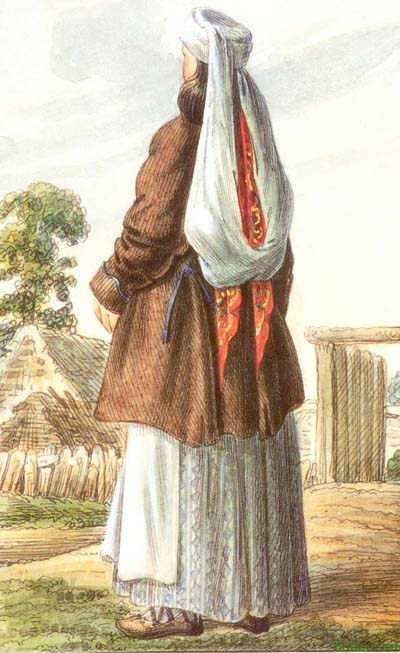
Селянка з с. Гошів Долинського району Івано-Франківської області. Акварель Ю. Глоговського
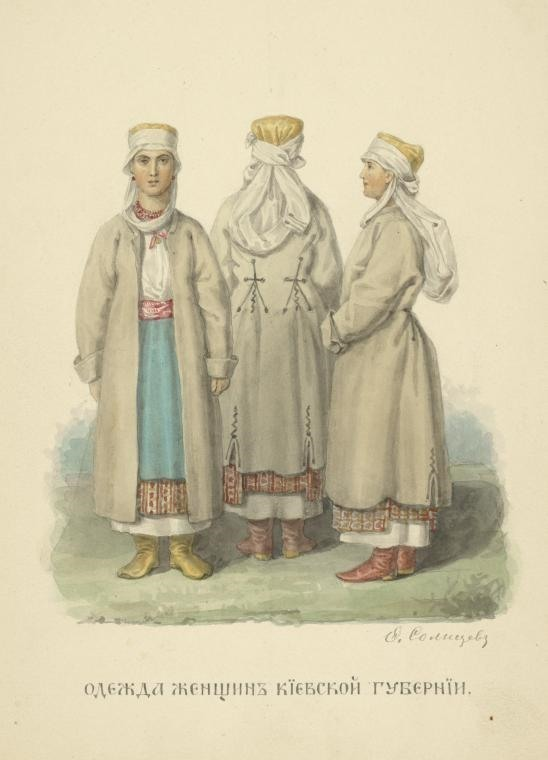
Київщина, робота Ф. Солнцева
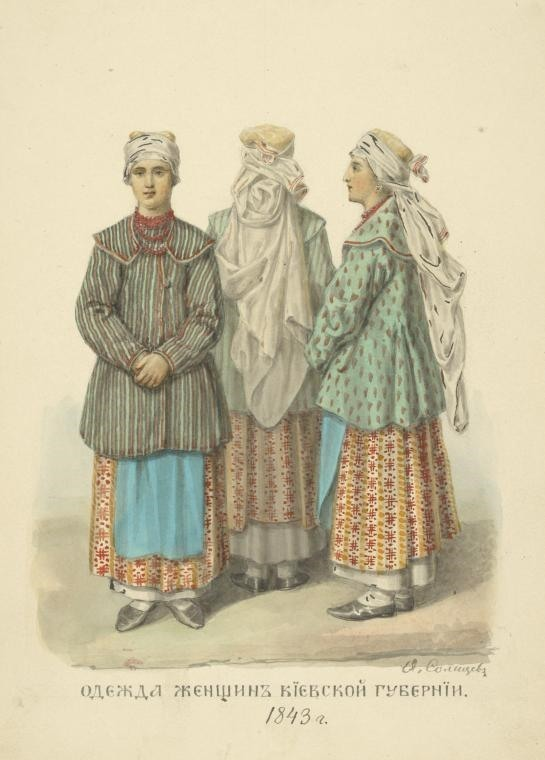
Київщина, робота Ф. Солнцева
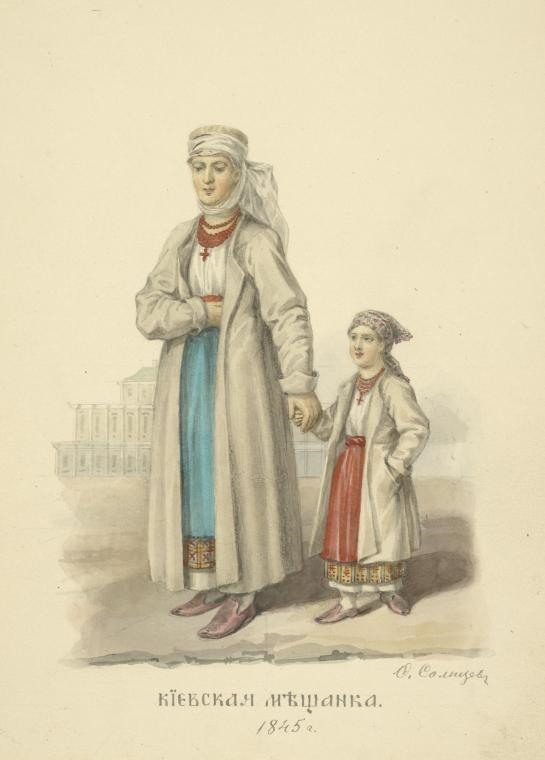
Київщина, робота Ф. Солнцева
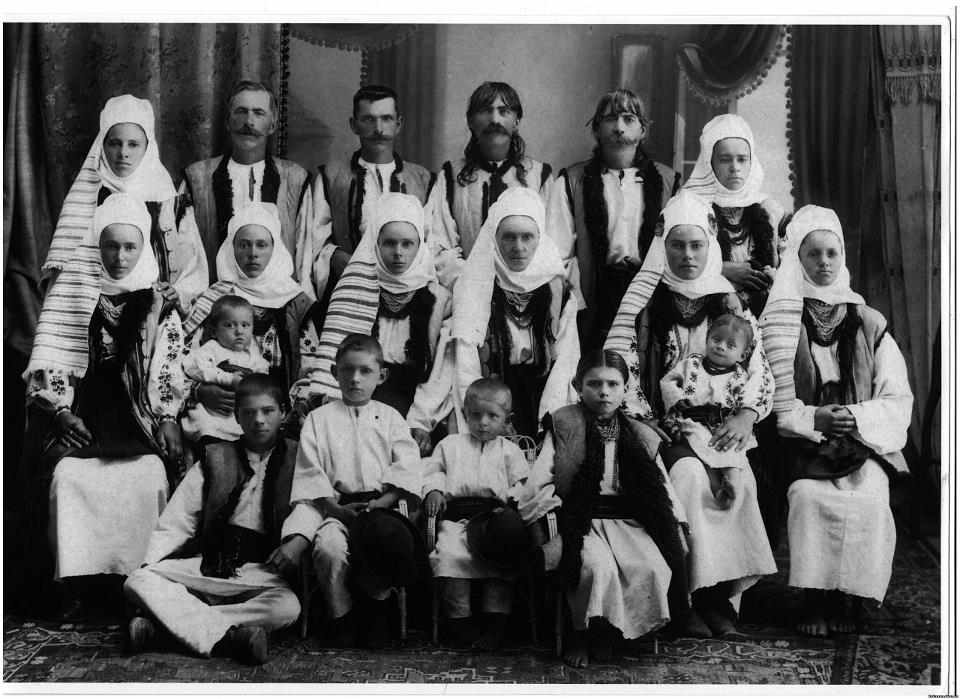
Буковина
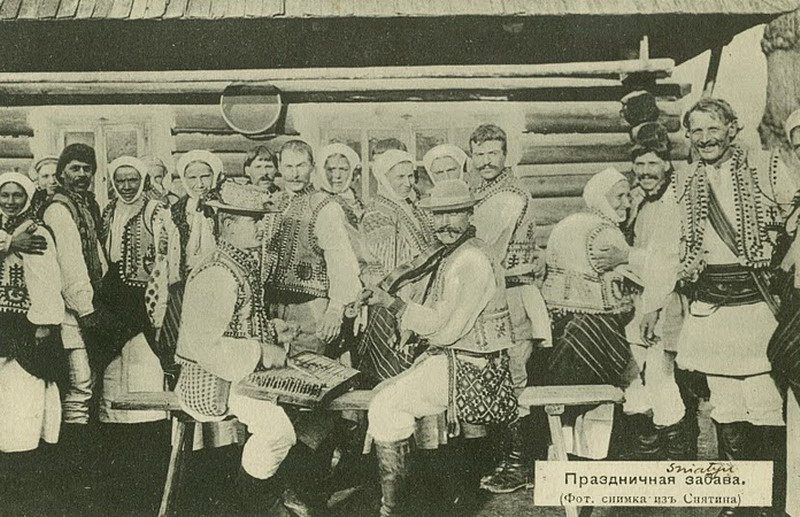
Покуття
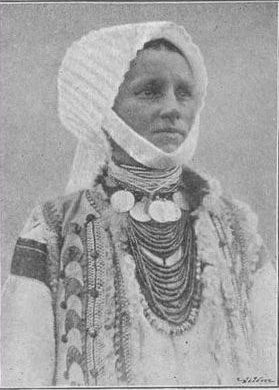
с. Шешори, Гуцульщина
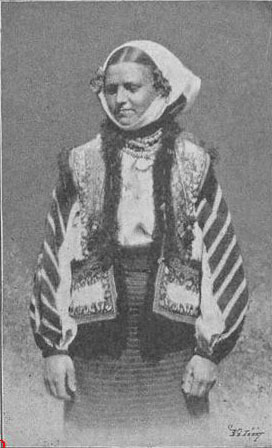
с. Брустурів, Гуцульщина
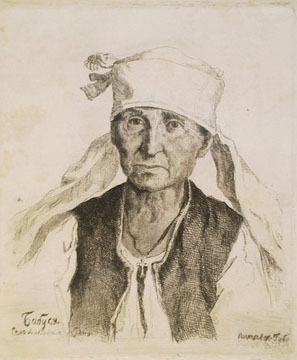
Бабуся у намітці, Полтавщина

## Застосування в обрядовості та народній магії

### Весільна обрядовість
Перемітка має особливе значення у весільному обряді гуцулів. Зокрема в с. Довгопілля Путильського району перед виряджанням «князя» до шлюбу, він з дружбами сідає перед весільним деревцем, а мама кладе перед ним колачі й покриває його переміткою на знак того, що він уже не парубок. За день до весілля молодий відсилає до нареченої гінців з подарунками, серед яких два калачі, пляшка напою, перемітка або рантух, червона хустка і чоботи.
У деяких регіонах України наміткою зв'язували руки молодих при вінчанні. У інших регіонах для цього використовували хустку або рушник. Ця дія мала забезпечити міцну сім'ю. Побутував також обряд перев'язування молодої наміткою навхрест. Це мало символізувати набуття дівчиною нового соціального статусу — «з дівиці в молодиці».
Основна роль намітки на весіллі полягала в обряді «Покривання молодої». Ця дія була присутня у всій етнічній Україні і утверджувала наречену в новому статусі одруженої жінки. Нюанси покривання молодої відрізнялися регіонально. Цей ритуал у давнину виконував батько або молодий, ближче до поч. ХХст головна роль у більшості регіонів перейшла до матері. Обряд, як правило, проводився в останній день весілля у домі молодої або коморі, наречена сідала на хлібну діжу або вивернутий кожух(символи плодючості), їй знімали дівочі знаки (вінок, стрічки), розплітали косу, мати двічі накидала на дівчину намітку, але молода її скидала, лише на третій раз погоджувалась попрощатися з дівуванням.
Покривали не лише наречену, а жінку чи дівчину, яка завагітніла і виношувала до шлюбу. Одружені жінки приходили до «покритки» (як тепер маркувало її суспільство) і пов'язували їй голову «по-заміжньому». Такі дії підтримували мораль традиціоналістського суспільства і мали розвантажити психологічний стан покритки.

### Родильна обрядовість
На намітку, якою покривали матір на весіллі, баба-повитуха приймала новонароджену дівчинку — щоб була доброю господинею і мала довгий вік. Зберігали таку намітку все життя.
На Гуцульщині, прощаючись з повитухою в перший день після пологів, породілля дарувала їй намітку (або хустку, або вишиті рукави тощо), що мало забезпечити певне оберігання матері та дитини.
На Гуцульщині, а також Покутті й Поділлі після хрещення дитини в церкві жінки дарували породіллі перемітки. Перемітка в родильній обрядовості виступала в ролі уявного посередника між світами, що в народній уяві мало сприяти народженню, була одночасно подарунком і платою за послуги тим, хто сприяв продовженню роду.

### Поховальна обрядовість
Щоб показати, що в хаті хтось помер, на Гуцульщині ззовні на вікні вішали білу перемітку. Перемітка призначалась не лише для живих, а й для душ померлих родичів: для них вона повинна була послужити дорогою з потойбічного у земний світ, запрошенням до поминальної трапези.
Якщо помирала одружена жінка, перед похованням її вбирали в намітку, намітку і три хустки клали у руки, намітками обкладали труну, намітку вішали на надмогильний хрест. На західному Поліссі на намітках опускали домовину у могилу. Їх також вішали на хоругви і роздавали тим, хто несли труну. Намітками та іншими тканими виробами обдаровували всіх присутніх, інколи це жертвувалось на церкву.
На Черкащині наміткою в домовині могли накривати як жінку, так і чоловіка.

### Народна магія
Вірили, що наміткою можна розігнати хмари і зупинити руйнівну негоду.
Аби зупинити епідемію холери, усі жінки та дівчата села збирались на цвинтарі біля церкви, приносячи з собою намітки. Усі зібрані намітки зшивали одна з одною і отриманим довгим полотнищем двічі обводили навколо церкви, а кінці заносили всередину і протягували до Царських Врат і Престолу. За народним віруванням, ця дія мала допомогти.

## Намітка у традиційному строї інших народів

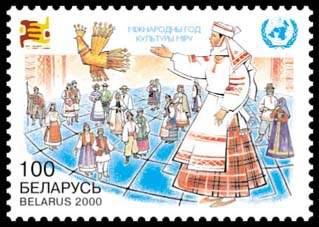
Білоруска в намітці

Намітка побутувала не лише на території України: вона була невід'ємною частиною традиційного строю жінок Білорусі, а також Брянської та Смоленської губернії Росії (рос. намётка). У Польщі жінок, які вбиралися в намітку (пол. podwika), називали «білоголовими». У Словаччині жінки, ідучи вперше після пологів до церкви, накривали плечі білим покривалом — наміткою — яке називали «уводніца».
Католицькі черниці і послушниці носять намітки під головним убором — аналогічно православному апостольнику.